# Giờ ở Afghanistan

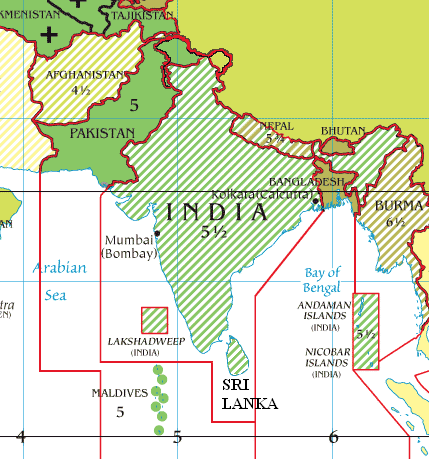
Múi giờ vùng Nam Á (những con số đứng trước giờ UTC)

Giờ ở Afghanistan chính thức là UTC+04:30, được gọi là Giờ Afghanistan hoặc AFT. Afghanistan không áp dụng quy ước giờ mùa hè.

## Cơ sở dữ liệu múi giờ IANA
Afghanistan có múi giờ dựa theo cơ sở dữ liệu múi giờ IANA là "châu Á/Kabul".